# Hans ohne Furcht
Hans ohne Furcht ist ein Märchen (AaTh 326). Es steht in Johann Wilhelm Wolfs Deutsche Hausmärchen an Stelle 33.

## Inhalt
Schusterssohn Hans ist so wild, auch der Pfarrer kann ihn nicht zähmen und lässt ihn vom Glöckner abends in der Kirche einsperren. Da kegeln mitternachts drei schwarze Männer mit Totenköpfen. Hans trifft besser, kriegt einen Kreuzer, um ein Uhr verschwinden sie. Die zweite Nacht sind es sechs, in der dritten neun Männer, aber sie zahlen ihm nichts. Hans folgt ihnen, ein weißer Mann mit Schlüsseln gibt ihm drei Haufen Gold für ihn, den Glöckner und den Pfarrer. In der Stadt sieht Hans einen Soldaten, will auch einer sein und gibt dem König sein Gold dafür. Aber kein Hauptmann und Major halten es mit ihm aus. Um ihn loszuhaben, schickt der König ihn ein Spukschloss erlösen, er bekäme seine Tochter dafür. Dort spielen zwölf schwarze Männer Karten, die dritte Nacht ist ein Weißer dabei, zeigt ihm ein Zimmer mit Gold. Doch die Prinzessin lehnt ihn ab. Der König lässt ihn noch eine Mühle erlösen, da ist ein Teufel mit langer Nase, die spannt Hans ihm in den Schraubstock. Als er einmal mit seiner Frau durch den Wald geht und der Teufel greift nach ihr, muss er ihm nur mit dem Schraubstock drohen.

## Herkunft
Der Titel Hans ohne Furcht ist bei Wolf nicht mit einem Sternchen (*) versehen, was laut seiner Vorrede anzeigt, dass er selbst den Text ausarbeitete. Es scheint eine freie Nacherzählung des bekannten Märchen von einem, der auszog das Fürchten zu lernen. Dabei sind die Spuknächte hier durch Kirche und Spukschloss gedoppelt, der erfrorene Tote durch den Soldaten erklärt, der Hans Geld zum Spielen bringen muss, der Scherz mit dem Schraubstock auf die Mühle verschoben. Großsprecherische Rede bezeichnet den furchtlosen Hans: „Potz Wetter, das ist ja nicht anzusehn!“; „Ei ihr faulen Lümmel, …!“ Das Schloss wird vor der Erlösung heller, ein Detail, das Wolfs Märchen oft zeigen. Vgl. Fürchten lernen, zur Mühle Grimms Der junge Riese, zum Schraubstock Vom klugen Schneiderlein, Meiers Der langnasige Riese und der Schloßergesell. Ähnlich ist auch Jahns Der starke Jochem.